# کراکیز (کوبا)
کراکیز (به اسپانیایی: Cruces) یک منطقهٔ مسکونی در کوبا است که در استان سیینفوئگوس واقع شده‌است. کراکیز ۱۹۸ کیلومتر مربع مساحت و ۳۲٬۱۳۹ نفر جمعیت دارد و ۹۵ متر بالاتر از سطح دریا واقع شده‌است.